# Velký sál lidu
Velký sál lidu (čínsky 人民大会堂, pchin-jin Rénmín dàhuìtáng, v českém přepisu Žen-min ta-chuej-tchang) je budova v Pekingu, ve které probíhají  sjezdy Komunistické strany Číny a Všečínského shromáždění lidových zástupců. Nachází se na západní straně Náměstí Nebeského klidu. Byla otevřena v září 1959, k desátému výročí vzniku Čínské lidové republiky. Byla postavena dobrovolníky za 10 měsíců a je jednou z tzv. Deseti velkých staveb.